# Bakłanowe (przystanek kolejowy)
Bakłanowe (ukr. Бакланове) – przystanek kolejowy w miejscowości Bakłanowa Murawijka, w rejonie czernihowskim, w obwodzie czernihowskim, na Ukrainie. Położony jest na linii Czernihów – Niżyn.